# Javier Güémez
Javier Güemez (* 17. Oktober 1991 in Culiacán, Sinaloa) ist ein mexikanischer Fußballspieler, der vorwiegend im Mittelfeld agiert.

## Laufbahn
Güemez erhielt seinen ersten Profivertrag bei den Dorados Los Mochis; einem Farmteam der Dorados de Sinaloa, in dessen erste Mannschaft er 2010 aufrückte. Mit der ersten Mannschaft der Dorados spielte Güemez zwar nur in der zweitklassigen Liga de Ascenso, gewann mit dem Team aber in der Apertura 2012 die erste Austragung des nach 15 Jahren wiedereingeführten mexikanischen Pokalwettbewerbs.
Sein Debüt in der höchsten mexikanischen Spielklasse feierte er nach seinem Wechsel zum Club Tijuana am 9. August 2013 in einem Heimspiel gegen die UNAM Pumas, das 2:0 gewonnen wurde. Drei Wochen später erzielte er in einem am 31. August 2013 ausgetragenen Auswärtsspiel beim Chiapas FC sein erstes Erstligator zur zwischenzeitlichen 1:0-Führung (Endergebnis 1:3).
Zur Saison 2015/16 wechselt Güemez zum mexikanischen Rekordmeister Club América.
Sein Debüt für die mexikanische Nationalmannschaft feierte Güemez in einem am 12. Oktober 2014 ausgetragenen Länderspiel gegen Panama, das 1:0 gewonnen wurde. Außerdem kam er in allen drei Spielen von „El Tri“ bei der Copa América 2015 zum Einsatz.

## Erfolge
- Copa México: Apertura 2012